# Криниця (Монецький повіт)
Криниця (пол. Krynica) — село в Польщі, у гміні Тшцянне Монецького повіту Підляського воєводства.
Населення — 261 особа (2011).
У 1975-1998 роках село належало до Білостоцького воєводства.

## Демографія
Демографічна структура станом на 31 березня 2011 року:
|          | Загалом | Допрацездатний вік | Працездатний вік | Постпрацездатний вік |
| -------- | ------- | ------------------ | ---------------- | -------------------- |
| Чоловіки | 136     | 39                 | 80               | 17                   |
| Жінки    | 125     | 32                 | 67               | 26                   |
| Разом    | 261     | 71                 | 147              | 43                   |